# حجلة خلادي
حجلة خلادي، كاتبة وممثلة ومخرجة جزائرية، من مواليد سنة 1979 بسيدي بلعباس. كانت بداياتها الفنية من مسرح الهواة للفرقة المسرحية التابعة لفرقة عبد القادر بوعجاج بمدينة سيدي بلعباس، وقد كانت أولى علاقاتها بالفن في سن مبكر فلم يكن عمرها يتجاوز الرابعة عشرة , وهي من ضمن طلبة الدفعة الأولى في التخرج من معهد الفنون لسنة 2004.
بدأت شهرتها في حصة الفهامة التي حظيت بقبول لدى الجزائريين، وشاركت في العديد من الأعمال التلفزيونية من مسلسلات وأفلام ومسلسلات فكاهية، منها:
- مسلسل حنان امرأة،
- مفترق الطرق،
- البذرة 1و 2،
- شتاء بارد،
- سلسلة 7 فالدار،
- بلادي وناسي.